# 藤田優
 藤田 優 （ふじた まさる、1968年10月13日- ）は、日本の実業家。株式会社AmidAホールディングス、株式会社ハンコヤドットコム、株式会社ＡｍｉｄＡの創業者であり代表取締役社長CEOを務めた。

## 来歴・人物
はんこのインターネットオンライン通販サイト内で複数のドメインによる多店舗展開を行った人物である。
またGoogleアドワーズ広告が日本でリリースされた際、初めての利用者となったと言われている。
現在は、印鑑、実印などを販売するサイトのほか、シヤチハタスタンプやゴム印などの印章商品のほかに、名刺や封筒、カレンダーなど、オーダーメイドを中心とした多くのサイトを展開している。はんこのインターネット販売事業者として、初めて全国展開でテレビＣＭを放送するなど話題となった。
趣味はカメラ、パソコン。

## エピソード
- 父の営む飲食店で働く傍ら、はんこのインターネット通販を始めていた1995年頃、藤田は父によく、「お前をハンコ屋に育てた覚えはない！」と怒鳴られていた。
- そのため「事務所でパソコンを触ると父に見つかるので、バーカウンターの下にパソコンを置いてお酒を作りながら作業した」と語っている[2]。

## 加盟団体
- Entrepreneurs Organization Osaka
- オンラインショップマスターズクラブ
- J-FEC
- 盛和塾
- チャレンジ２５キャンペーン
- 社団法人 日本青年会議所
- 大阪商工会議所会員

## メディア出演
- 2011年8月8日 「MONOモノ倶楽部」放送
- 2011年7月24日「e-カンパニTV」放送
- 2011年6月25日「たこるの耳より情報」放送
- 2010年3月2日「たこるの耳より情報」
- 2009年3月9日『カンブリア宮殿』
- 2009年2月3日『たこるの耳より情報』取材リポート